# 구조 해석 (신학)
구조 해석(framework interpretation, literary framework view, framework theory, framework hypothesis)은 골격 해석 혹은 틀 해석이라고도 번역된다. 이 이론은 창세기 창조기사가 있는 창세기 1장의 구조를 서술하는 것이다.
이 이론은 창세기의 창조 기록은 유일신에 의한 창조의 신학적 의미를 상징적 문학적 기법으로 기술한 내용으로 본다. 즉, 6일간의 창조는 문자적 의미의 144시간이 아니고, 창조의 신학적 의미를 주제별로 나누어 각각의 주제를 하루의 창조로 기술한 문학적 형태라는 것이다. 따라서, 문자적 해석과는 달리, 6일의 창조를 과학적 또는 역사적 사실로 이해하지 않는다.
이러한 해석은 초대교회의 교부였던 아우렐리우스 아우구스티누스까지 거슬러 올라갈 수 있고, 현대에 들어서는 웨스트민스터 신학교의 구약학 교수였던 메리디스 클라인에 의해서 체계적인 신학의 형태로 제시되었고, 후에 위튼 칼리지의 조직신학자 앙리 블랑세에 의해서 더욱 발전되었다. 지금은 구약학계의 주류 이론으로 인정받고 있으며, 다양한 복음주의계열 신학에서 인정받고 있다.

## 신학적 내용
이 해석에 따르면, 창세 전의 공간이 혼돈하고 (without form) 공허하다고 (void) 기술되어 있는 것과의 대응관계로, 처음의 3일간은 공간의 구분을 통해서 형태를 만드는 과정이고, 그 다음의 3일은 각 공간을 채우는 과정으로 본다.
즉, 처음 3일간의 창조는,
- 빛과 어두움을 나누어 낮과 밤을 만드는 첫째 날,
- 물을 위와 아래로 나누어 하늘(공간)을 만드는 둘째 날,
- 마지막으로 땅과 물을 나누어 육지와 바다를 만드는 셋째 날로 구성된다.

셋째 날에는 땅을 채우는 식물도 만들어진다. 이 과정을 통해서 형태가 없었던 우주에 구분이 생기고 형태가 나타나게 된다. 즉 모든 것이 섞여 있는 카오스의 상태에서 비균일한 공간구성이 이루어지는 과정으로 볼 수 있다.
그리고 그 다음 3일간의 창조는,
- 낮과 밤을 해와 달 그리고 기타 천체로 채우는 넷째 날,
- 하늘과 바다를 새와 물고기로 채우는 다섯째 날,
- 땅을 동물과 사람으로 채우는 여섯째 날로 구성된다.

이 3일간의 창조는 처음 3일간 만들어진 하늘, 바다, 그리고 땅이라는 공간에 존재를 만들어 채우는 과정이다.
따라서 창조의 6일이라는 시간은, 실제 144시간의 시간이라고 보기보다는, 이러한 여섯가지의 창조의 내용을 주제별로 기술하기 위하여 사용된 구분이었다고 본다.

## 기타 논증

### 하나님의 휴식
창세기 1장의 창조기사는 7일째에 하나님이 휴식을 취하셨다고 말한다. 하지만, 이 하나님의 휴식을 문자적으로 해석하는 것은 성경에 기록된 하나님의 속성과는 모순되는 것이다 (사 40:28). 따라서 이 휴식은 안식일의 신학적 배경을 제시하는 상징으로 보는 것이 타당하다.

### 궁창
창세기 1장 6절의 궁창은 (NIV에는 expanse, King James역에는 firmament) 얇게 편 금속판을 의미하는 히브리어 성경의 '라키아'라는 단어를 번역한 말이다. 고대인들은 평평한 땅을 덮고 있는 반구형의 금속판으로 이루어진 하늘을 상상했었고, 해, 달, 별들의 천체는 이 반구형의 하늘을 떠다닌다고 생각했다. 즉 라키아라는 표현은 이러한 고대인들의 우주관을 반영한 것이다. 따라서, 창조 기사는 과학적인 사실이라기보다는, 고대인들의 우주관과 세계관에 바탕을 두고 창조의 신학을 시적으로 표현된 문학 장르로 보는 것이 타당하다.

### 과학적 증거
과학 연구의 결과는 지구와 우주가 오랜 역사를 가지고 있음을 보여준다. 따라서 지구와 우주가 문자적 의미의 6일 동안 만들어졌다는 것은 과학적인 증거와 배치되는 것이다. 또한 생명체의 진화가 실제 관찰이 가능해진 현재에는 오랜 시간에 걸쳐 이루어진 진화의 역사를 인정하지 않는 6일 창조의 주장은 과학과 배치된다.

## 비판
구조 해석은 여러 성경신학자들에 의해 거부된다. 학자들을 소개하면 제임스 바, 앤드류 스테인만, 로버트 맥가베, 팅왕이 있다. 조직신학자들 가운데 반대하는 학자들은 R.C. 스프룰, 웨인 그루뎀, 밀라드 에릭슨 등이 있다.

## 같이 보기
- 창조주의
- 유신진화론